# Gunnar Gíslason
Gunnar Gíslason (Akureyri, 4 gennaio 1961) è un ex calciatore islandese, di ruolo difensore.

## Carriera

### Club
Gíslason cominciò la carriera con la maglia del KA Akureyri, per poi passare ai tedeschi dell'Osnabrück. Tornò successivamente in patria, per militare nelle file del KR Reykjavík. Nel 1987, si trasferì ai norvegesi del Moss: esordì nella Tippeligaen in data 2 maggio 1987, in occasione della vittoria per 2-1 sul Lillestrøm. Il 20 giugno successivo, arrivò la sua prima rete: fu autore di un gol, infatti, nel successo per 1-4 sul campo del Rosenborg. Nel 1989, si accordò con gli svedesi dell'Häcken. Vi rimase fino al 1993, fatta eccezione per una stagione al KR Reykjavík (1992).

### Nazionale
Tra il 1982 ed il 1991, Gíslason giocò 50 partite per l'Islanda, con 3 gol all'attivo.

## Palmarès

### Club

#### Competizioni nazionali
- 1. deild karla: 1

KA Akureyri: 1980
- Campionato norvegese: 1

Moss: 1987
- Division 1 Södra: 1

Häcken: 1990